# Tongzi
Tongzi, tidigare stavat Tungtze, är ett härad som lyder under Zunyis stad på prefekturnivå i Guizhou-provinsen i sydvästra Kina.